# Liste von Psychiatrien in Hamburg
Die Liste von Psychiatrien in Hamburg ist eine unvollständige Liste und erfasst ehemalige und aktuelle psychiatrische Fachkliniken des Landes Hamburg.

## Liste
Chronologisch sortiert:
| Name | Gründung | Bemerkungen | Bild |
| --- | -------- | --- | ---- |
| Schön Klinik Hamburg Eilbek                                                                              | 1864     | Als „Irren-, Heil- und Pflegeanstalt Friedrichsberg“ gegründet (später „Staatskrankenanstalt Friedrichsberg“).     |      |
| Asklepios Klinik Nord, Standort Ochsenzoll                                                               | 1893     | Zunächst Außenstelle der Irrenanstalt Eilbek, früher auch bekannt als „Heil- und Pflegeanstalt Langenhorn“.        |      |
| Asklepios Klinik Nord, Standort Heidberg                                                                 | 1945     | Zu einem großen Teil in den sanierten Gebäuden der von 1937 bis 1938 erbauten Kaserne der Waffen-SS in Langenhorn. |      |
| Asklepios Klinik Nord, Standort Wandsbek                                                                 | 2011     | Neubau. |      |
| Fachzentrum Altona für Psychiatrie und Psychotherapie                                                    |          | [ 1 ] |      |
| Klinik und Poliklinik für Psychiatrie und Psychotherapie im Universitätsklinikum Hamburg-Eppendorf (UKE) |          | [ 2 ] |      |
| UKE Janssen-Haus Psychiatrische Tagesklinik Hamburg-Mitte                                                |          | [ 3 ] |      |